# Agrostis fissa
Agrostis fissa é uma espécie de gramínea do gênero Agrostis, pertencente à família Poaceae.